# Rimom de Beerote
Rimom (em hebraico: Rimmôn, "romã") é um personagem bíblico do Antigo Testamento, mencionado como um membro da tribo de Benjamim oriundo de Beerote. Seus filhos Baaná e Recabe assassinaram o rei Isbosete, filho de Saul.